# Bedwin Hacker
Bedwin Hacker és una pel·lícula tunisiana sobre una furonera i pirata de televisió que emet missatges que promouen la llibertat i la igualtat per als nord-africans, i l'intent de la Direction de la surveillance du territoire francesa de trobar-la i detenir-la. Llançat el 2003, va ser anterior a la Primavera Àrab del 2010. La pel·lícula trenca diversos estereotips típics del cinema de Tunísia centrant-se en els problemes de mobilitat a la Tunísia del segle XXI.

## Argument
La pel·lícula s'obre amb una transmissió pirata d'un camell de dibuixos animats superposada a un discurs del president Truman sobre l'energia nuclear. La pirateria s'origina en un lloc remot del nord d'Àfrica a partir de l'obra d'un pirata informàtic "llop solitari", Kalt, que treballa amb la seva jove coneguda que l'anomena "tia".
Aleshores, Kalt rescata la seva amiga immigrant il·legal Frida de les urpes de la immigració francesa a París piratejant els ordinadors d'immigració. Kalt coneix un periodista anomenat Chams. Fugint de la situació allà, que inclou batudes policials a les reunions d'immigrants, fugen de tornada a Tunísia.
A Tunísia, Kalt reprèn les seves transmissions pirates. Al llarg de la pel·lícula veiem diverses emissions de televisió europees interrompudes per les seves transmissions del camell i missatges de llibertat i igualtat per als nord-africans:
| « | "Al tercer mil·lenni hi ha altres èpoques, altres llocs, altres vides. No som un miratge". | » |

En algun lloc de la DST francesa, la Julia, el seu cap i l'agent Zbor intenten localitzar les transmissions i aturar-les.
La Júlia és la núvia de Chams i intenta utilitzar-lo per infiltrar-se en el suposat cercle terrorista de Kalt i fer-la caure. Chams està en conflicte, però compleix les seves ordres. Ell fa un enginy d'entrevistar el vell propietari de la casa on viuen Kalt i la seva família.
El vell és poeta i escoltem fragments de la seva poesia filosòfica i artística que defensen el valor de la llibertat, que Chams ignora mentre intenta esbrinar els secrets de la vida de Kalt. Intenta ajudar a Julia a posar un troià a la màquina de Kalt, però Kalt ha posat mesures de seguretat que l'aturen i li revelen la seva traïció.
Durant els salts enrere ens assabentem que la Julia creu que el misteriós hacker és el Mirage Pirata, que també pot ser el seu antic conegut de l'École Polytechnique, que és, de fet, Kalt. Un salt enrere els mostra treballant amb ordinadors en els seus dies de joventut i sent amants.
Els amics de Kalt acompanyen la Frida a un concert de música que està fent. Són aturats per la policia tunisiana que treballa amb les autoritats franceses, però ella els saluda amb la mà.
En un moment donat, el Camell diu als espectadors que truquin a un número de telèfon. D'alguna manera això talla el corrent a una secció de París anomenada La Défense. Després d'això, la pressió del govern sobre el departament de Julia s'intensifica a mesura que es gasten milions de dòlars intentant difondre la desinformació sobre el Bedwin Hacker i buscar-la.
A mesura que el DST s'apropa a Kalt,  Chams es posa cada cop més en conflicte, dient a Julia que no hi ha terroristes al cercle de Kalt, alhora que li argumenta que s'està posant en perill i que hauria de deixar de segrestar el senyal de televisió.
La Julia, impulsada pel seu cap i per l'emoció, finalment rastreja la ubicació de Kalt i s'enfronta a ella, just quan Kalt planeja transmetre el seu darrer senyal i després destruir totes les proves del seu treball.

## Repartiment
- Sonia Hamza : Kalt
- Muriel Solvay : Julia
- Tomer Sisley : Chams
- Nadia Saiji : Frida
- Xavier Desplas : Zbor
- Alberto Canova
- Najoua Zouhair
- Nejib Belkadhi
- Ahmed Hafiane
- Lilia Falkat
- Rinda Dabbegh
- Habiba Trabelsi
- Bechir El Fani
- Attilio Di Costanzo

## Música
La música de la pel·lícula tendeix a ser àrab modernista amb influències del hip hop i els ritmes de dansa. També hi ha escenes de música tradicional i música de protesta/música popular que es reprodueixen en un grup o en un entorn familiar.